# Hugh Coltman

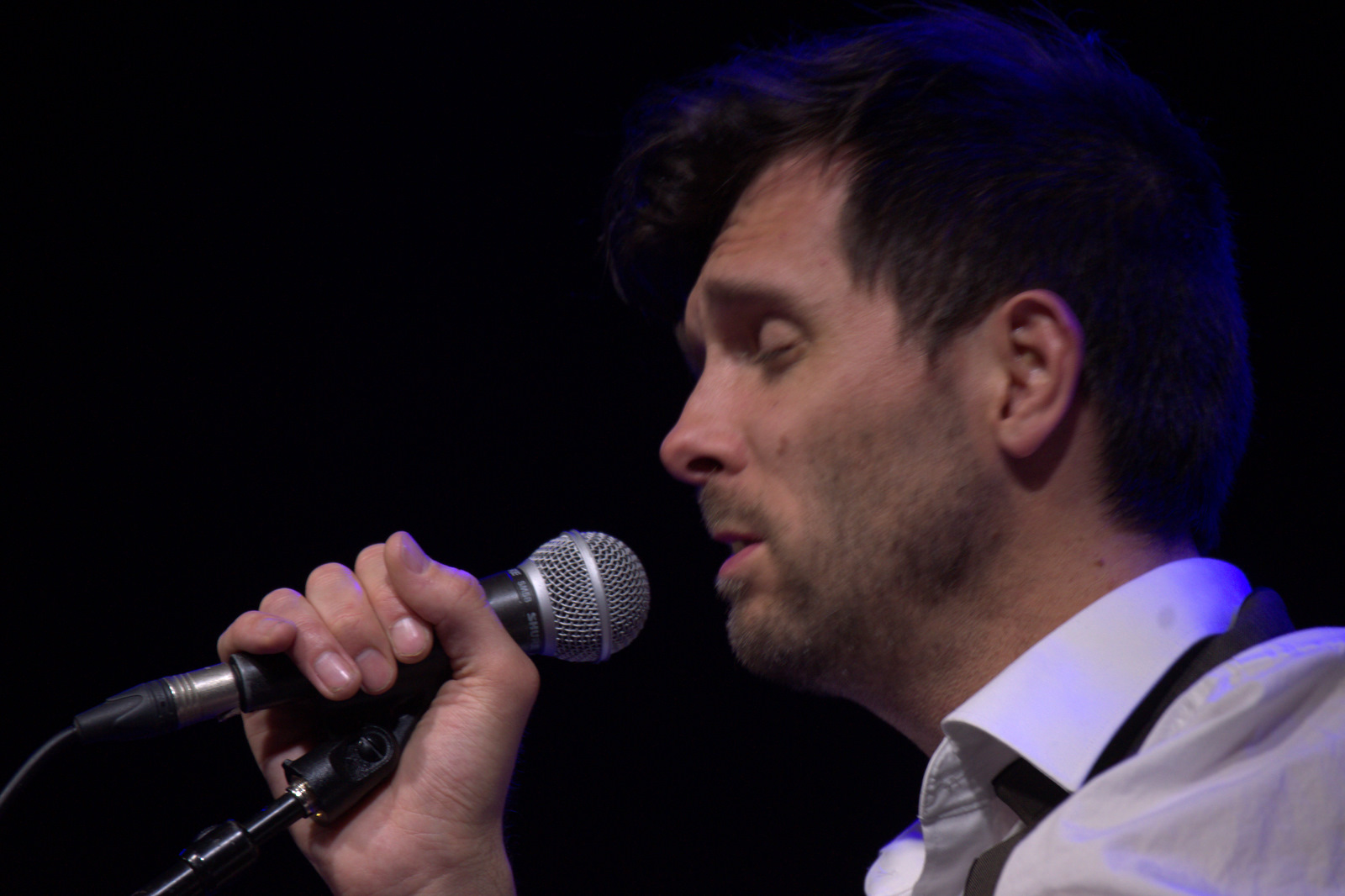
Hugh Coltman

Hugh Coltman (* 1972 in England) ist ein britischer Blues- und Jazzmusiker (Gesang, Mundharmonika), der in Paris lebt.

## Biografie
Hugh Coltman gründete 1991 zusammen mit Jesse und Robin Davey, Jon Amor und Mark Barrett die Blues-Rockband The Hoax. Die Gruppe veröffentlichte vier Alben und tourte zusammen mit John Lee Hooker, B.B. King und Buddy Guy durch Europa, die Vereinigten Staaten und Australien. Nach der Trennung von The Hoax im Jahr 1999 ließ sich Hugh Coltman in Paris nieder. Er spielte auf der Bühne mit der Gruppe Heez Bus, bevor er 2004 eine Solokarriere startete.
Sein erstes Album, Stories from the Safe House, wurde am 27. Oktober 2008 veröffentlicht. Im selben Jahr trat er als Vorband auf für Thomas Dutronc. 2008 ist auch das Jahr der Reformation von The Hoax. Hugh Coltman traf sich wieder mit seinen ehemaligen Bandkollegen auf der Bühne, um dann bis März 2010 eine Solotournee zu unternehmen. 2010 veröffentlichte er eine Live-DVD mit The Hoax, 2010, A Blues Odessey, und nahm mit der Sängerin Babet ein Duett, Les Amouratiques, auf, das auf deren Album Piano Monstre erscheint. In diesem Jahr trat er auch als Vorband für Vanessa Paradis während ihrer Acoustic Tour auf.
2012 begleitete Coltman den Pianisten Eric Legnini auf Tournee mit The Afro Jazz Beat. 2013 eröffnete er die Love Songs Tour von Vanessa Paradis. Er veröffentlichte auch ein Album mit The Hoax, Big City Blues. Im Jahr 2022 erschien das Album Night Trippin‘, ein gemeinsam mit Matthis Pascaud produziertes Tribute-Album an Dr. John.

## Auszeichnungen
- 2017: Stimme des Jahres bei den Victoires du Jazz[5]
- 2023: „Victoires du jazz vocal“ zusammen mit Camille Bertault[6]

## Diskographie
mit The Hoax
- 1994: Sound Like This (Code Blue Records)
- 1996: Unpossible (Code Blue Records)
- 1998: Humdinger (Credible Records)
- 1999: Live Forever (Credible Records)
- 2010: 2010, A Blues Odessey
- 2013: Big City Blues
- 2014: Recession Blues – Hommage an BB King

solo
- 2008: Stories from the Safe House (ULM/Universal)
- 2012: Zero Killed- EP (Mercury)
- 2012: Zero Killed (Mercury)
- 2015: Shadows – Songs of Nat King Cole (La Planque)
- 2018: Who's Happy? (Okeh)
- 2022: Night Trippin (Sony)